# Erina maria
Erina maria är en fjärilsart som beskrevs av Bethune-Baker 1908. Erina maria ingår i släktet Erina och familjen juvelvingar. Inga underarter finns listade i Catalogue of Life.